# Desde adentro (álbum)
Desde adentro es el noveno álbum del cantautor peruano de rock Gian Marco. Se lanzó el 18 de junio de 2008. Su disco fue presentado el 16 de junio en Internet que incluyó vídeos promocionales de algunas canciones. Obtuvo un disco de oro tras 20 días de comercialización.

## Desempeño comercial
El álbum alcanzó el puesto 14 en las listas de álbumes de México, donde vendió 10.000 copias y también fue certificado triple platino en Perú por vender más de 30.000 copias. El álbum recibió dos nominaciones a los Premios Grammy Latinos de 2008. Es uno de los discos más vendidos en el Perú.

## Lista de canciones
Todas las canciones fueron escritas por Gian Marco.
| N.º   | Título | Duración |  |
| 47:28 |        |          |  |

## Videos
1. «Todavía»
2. «Hasta que vuelvas conmigo»
3. «Hoy»
4. «Canta Corazón»

## Premios y nominaciones

### Premios Grammy Latinos
| Año  | Trabajo nominado | Categoría                       | Resultado | Ref(s)      |
| ---- | ---------------- | ------------------------------- | --------- | ----------- |
| 2008 | Desde Adentro    | Mejor Álbum Vocal Pop Masculino | Nominado  | [ 8 ] [ 9 ] |
| 2008 | "Todavía"        | Canción del Año                 | Nominado  | [ 8 ] [ 9 ] |